# Onísilos Sotíras
Maillots
Dernière mise à jour : 16 avril 2013.
Le Kéntro Néon Onísilos Sotíras (en grec moderne : Κέντρο Νέων Ονήσιλος Σωτήρας), plus couramment abrégé en Onísilos Sotíras, est un ancien club chypriote de football fondé en 1978 et disparu en 2014, et basé dans la ville de  Sotíra, en périphérie de la ville de Famagouste.

## Histoire
Le club évolue une seule fois en première division, lors de la saison 2003-2004.

## Personnalités du club

### Présidents du club
- Giorgos Solomou

### Entraîneurs du club
- Nikos Nikolaou